# 羅克斯 (內華達州)
羅克斯（英語：Rox）是位於美國內華達州林肯縣的鬼鎮。

## 歷史
羅克斯的郵局於1921年設立，其後於1949年停運。

## 地理
羅克斯所處的海拔為高於海平面583米（即1913英呎），而該地所採用的時區為UTC-8，即太平洋时区（PST）。同時該地設有夏令時間，為UTC-8調快一小時，即UTC-7（PDT）。